# Carlos Santana
Carlos Santana (Autlán, 20 juli 1947) is een Mexicaans-Amerikaanse gitarist. Hij werd bekend met Santana, de band die zijn achternaam draagt en succesvol is sinds het eind van de jaren zestig. 

## Leven en werk
Santana groeide op in een gezin van zeven kinderen en kwam al vroeg in aanraking met muziek; zijn vader speelde viool in een mariachiband. Op vierjarige leeftijd leerde hij viool spelen van zijn vader en op achtjarige leeftijd leerde hij gitaar spelen. Ook zijn jongere broer, Jorge Santana (1951-2020), werd gitarist. De familie Santana verhuisde van Autlán de Navarro naar Tijuana en in 1960 naar San Francisco. Carlos Santana verdiende in die tijd zijn geld voor zijn onderhoud als muzikant in striptease-clubs. Een jaar later volgde hij zijn familie naar San Francisco en volgde onderwijs aan de  James Lick Middle School en de Mission High School. In 1965 deed hij eindexamen en is hij tot  Amerikaans staatsburger genaturaliseerd.
Carlos Santana brak in 1969 door met een optreden op het Woodstockfestival met zijn band Santana. Deze band experimenteerde met rock, latin en jazz fusion en maakte vooral naam met de lange gitaarsolo's van Carlos. In 2003 plaatste het blad Rolling Stone hem op nummer 15 op de lijst van de 100 beste gitaristen aller tijden. Verder won hij 10 Grammy Awards en 3 Latin Grammy Awards.
Begin jaren zeventig stelde John McLaughlin (gitarist en oprichter van het  Mahavishnu Orchestra) Carlos Santana voor aan de goeroe Sri Chinmoy. Carlos Santana sloot zich aan bij deze sekte en ging voortaan door het leven als Devadip Carlos Santana (Devadip: "het oog, de lamp en het licht van God"). In 1973 trouwde Santana met Deborah King (die zich tevens bekeerd had en de naam Urmila had aangenomen). Met haar kreeg hij drie kinderen. In 2007 is hij van haar gescheiden. In 1981 brak Carlos Santana met Sri Chinmoy omdat diens strenge leefregels steeds moeilijker te combineren waren met zijn bestaan als rockster. Hierna bekeerde hij zich tot het christelijke geloof. In 1998 is Carlos Santana in de Rock and Roll Hall of Fame opgenomen en richtte hij in dat jaar de Milagro Foundation op. In 2010 trouwde hij met drumster Cindy Blackman.

## Discografie
- Santana (1969)
- Abraxas (1970)
- Santana III (1971)
- Santana Caravanserai (1972)
- Carlos Santana & Buddy Miles : live (Columbia 1972) met Buddy Miles
- Welcome (1973)
- Love devotion surrender (CBS - Columbia 1973) met Mahavishnu John McLaughlin
- Borboletta (1974)
- Illuminations (Columbia 1974) / Turiya Alice Coltrane & Devadip Carlos Santana
- Amigos (1976)
- Moonflower (1977 )
- Oneness : silver dreams - golden reality (Columbia 1979) / Devadip Carlos Santana
- The swing of delight (Columbia 1980) / Devadip Carlos Santana
- Havana moon (CBS 1983)
- Blues for Salvador (CBS 1987)
- Santana Brothers (Guts and Grace 1994) met Jorge Santana
- In Search of Mona Lisa (2019 ep van Carlos Santana + Cindy en Narada)
- Blessings and Miracles (2021)

### NPO Radio 2 Top 2000
| Nummers met noteringen in de NPO Radio 2 Top 2000 | '00  | '01-'09 | '10  | '11  | '12  | '13  | '14  |
| ------------------------------------------------- | ---- | ------- | ---- | ---- | ---- | ---- | ---- |
| The Healer (met John Lee Hooker)                  | -    | -       | 1981 | 1860 | 1380 | 1347 | 1720 |
| They all went to Mexico (met Willie Nelson)       | 1867 | -       | -    | -    | -    | -    | -    |

1. ↑  Een '-' betekent dat het nummer niet was genoteerd en een vetgedrukt getal geeft de hoogste notering van een nummer aan.
2. ↑  2000 was het eerste jaar met een notering voor Carlos Santana.
3. ↑  Deze tabel is bijgewerkt tot en met de laatste editie (2024).